# Grabe pri Ljutomeru
Grabe pri Ljutomeru so naselje v Občini Križevci.